# Molla Mallory
Anna Margrethe "Molla" Bjurstedt-Mallory (Mosvik, 6 de março de 1884  -  Estocolmo, 22 de novembro de 1959) foi uma tenista norueguesa que também se tornou cidadã estadunidense, medalhista olímpica em Estocolmo 1912 e, ainda hoje, a maior campeã do torneio feminino do US Open de tênis. Participou também dos jogos em Paris 1924.

## Biografia
Jogando pela Noruega nos jogos de Estocolmo 1912, Bjurstedt conquistou a medalha de bronze. Antes, havia conquistado oito torneios nacionais em Estocolmo. Em 1914, viaja para os Estados Unidos, onde acabaria por ficar pelos próximos anos. Casou-se com Franklin Mallory, um bem-sucedido corretor da Bolsa, em 1919, quando passou a usar o nome Bjurstedt-Mallory.
Em 1915, vence seu primeiro título no US Championship, vencendo a Hazel Hotchkiss Wightman, tricampeã do torneio. Disputaria mais 9 finais do US Championship, vencendo em mais sete oportunidades (1916, 1917, 1918, 1920, 1921, 1922 e 1926). A partir de 1920, passa a defender os Estados Unidos no torneio, apesar de jogar em Paris 1924 defendendo a Noruega.
Em 1921 e 1922, também realizou bons torneios na Europa, sendo finalista no Campeonato Mundial de Piso Duro, predecessor do Aberto da França e em Wimbledon, perdendo ambas finais para Suzanne Lenglen, com quem acabaria criando grande rivalidade.
Foi campeã do US Championship também jogando em duplas, em 1916 e 1917 com Eleonora Sears e em 1917 e 1923, jogando com Irving Wright e Bill Tilden, respectivamente. Abandonou as competições quando contava com 45 anos, em 1929, após perder nas semifinais do US Championship.
Seu nome foi incluso no International Tennis Hall of Fame em 1958.

## Torneios de Grand Slam

### Campeã em simples (8)
| Ano  | Torneio          | Oponente na final         | Resultado   |
| 1915 | US Championships | Hazel Hotchkiss Wightman  | 4–6 6–2 6–0 |
| 1916 | US Championships | Louise Hammond Raymond    | 6–0 6–1     |
| 1917 | US Championships | Marion Vanderhoef         | 4–6 6–0 6–2 |
| 1918 | US Championships | Eleanor Goss              | 6–4 6–3     |
| 1920 | US Championships | Marion Zinderstein Jessup | 6–3 6–1     |
| 1921 | US Championships | Mary Browne               | 4–6 6–4 6–2 |
| 1922 | US Championships | Helen Wills               | 6–3 6–1     |
| 1926 | US Championships | Elizabeth Ryan            | 4–6 6–4 9–7 |

### Finalista em simples (4)
| Ano  | Torneio                    | Oponente na final | Resultado |
| 1921 | Camp. Mundial de Piso Duro | Suzanne Lenglen   | 2-6 3-6   |
| 1922 | Wimbledon                  | Suzanne Lenglen   | 2-6 0-6   |
| 1923 | US Championships           | Helen Wills       | 2-6 1-6   |
| 1924 | US Championships           | Helen Wills       | 1-6 3-6   |

### Campeã em duplas feminina (2)
| Ano  | Torneio          | Parceira       | Oponentes na final                 | Resultado    |
| 1916 | US Championships | Eleonora Sears | Louise Hammond Raymond Edna Wildey | 4–6 6–2 10–8 |
| 1917 | US Championships | Eleonora Sears | Phyllis Walsh Mrs. Robert LeRoy    | 6–2 6–4      |

### Finalista em duplas feminina (2)
| Ano  | Torneio          | Parceira         | Oponentes na final                     | Resultado |
| 1918 | US Championships | Mrs. Johan Rogge | Eleanor Goss Marion Zinderstein Jessup | 5-7 6-8   |
| 1922 | US Championships | Edith Sigourney  | Helen Wills Marion Zinderstein Jessup  | 6–2 6–4   |

### Campeã em duplas mista (2)
| Ano  | Torneio          | Parceiro      | Oponentes na final               | Resultado     |
| 1917 | US Championships | Irving Wright | Bill Tilden Florence Ballin      | 10–12 6–1 6–3 |
| 1923 | US Championships | Bill Tilden   | John Hawkes Kitty McKane Godfree | 6–3 2–6 10–8  |

### Finalista em duplas mista (5)
| Ano  | Torneio          | Parceiro       | Oponentes na final                       | Resultado   |
| 1915 | US Championships | Irving Wright  | Harry Johnson Hazel Hotchkiss Wightman   | 0-6 1-6     |
| 1918 | US Championships | Fred Alexander | Irving Wright Hazel Hotchkiss Wightman   | 2–6 3-6     |
| 1920 | US Championships | Craig Biddle   | Wallace Johnson Hazel Hotchkiss Wightman | 4-6 3-6     |
| 1921 | US Championships | Bill Tilden    | Bill Johnston Mary Browne                | 6–3 4-6 3-6 |
| 1924 | US Championships | Bill Tilden    | Vincent Richards Helen Wills             | 8-6 5-7 0-6 |